# Гелмеђоаја (Мехединци)
Гелмеђоаја (рум. Ghelmegioaia) насеље је у Румунији у округу Мехединци у општини Прунишор. Oпштина се налази на надморској висини од 293 m.

## Становништво
Према подацима из 2002. године у насељу је живело 112 становника, од којих су сви румунске националности.